# Borrador de malos recuerdos
Borrador de malos recuerdos (en hangul, 나쁜 기억 지우개; en hanja, 나쁜 記憶 지우개; McCune-Reischauer, Nappŭn kiŏng chiugae) es una serie de televisión surcoreana escrita por Jung Eun-young, dirigida por Yoon Ji-hoon y Kim Na-young, y protagonizada por Kim Jae-joong, Jin Se-yeon, Lee Jong-won y Yang Hye-ji. Se emite por el canal de cable MBN desde el 2 de agosto hasta el 21 de septiembre de 2024, en horario de viernes y sábados a las 21:40 (hora local coreana). También está disponible en algunas plataformas de contenidos audiovisuales, como U-Next en Japón y Viki en algunas regiones del mundo.

## Sinopsis
Bad Memory Eraser es un romance entre un hombre cuya vida cambia gracias a un borrador de recuerdos y una mujer que se convierte en su primer amor.

## Reparto

### Principal
- Kim Jae-joong como Lee Goon, quien era un tenista prometedor cuya carrera truncó una lesión a los trece años, y desde entonces perdió toda su autoestima, sobre todo viendo cómo triunfaba su propio hermano menor. Sin embargo, después de borrar todo el pasado con un borrador de mala memoria, logra recuperar la máxima autoestima, confianza y presencia. Dejó su trabajo y montó su propio negocio como director ejecutivo de Big Feature Sports Agency.[1][5][6]
- Jin Se-yeon como Kyung Joo-yeon, una médica investigadora del cerebro, fría y perfeccionista hasta el punto de que la llaman la Princesa de Hielo, que después de enterarse del pasado de Jun le oculta la verdad y le miente diciéndole que ella fue su primer amor. Pero poco a poco se siente atraída por él y le preocupa que llegue a saber la verdad de su experimento.[7][8][9]
- Lee Jong-won como Lee Shin, un tenista clasificado número uno del mundo y el popular hermano menor de Lee Goon. Tiene una personalidad brillante y alegre, pero esconde una herida en su interior.[10][11][12]
- Yang Hye-ji como Jeon Sae-yan, la intérprete de la estrella mundial Lee Shin. Creció entre toda clase de comodidades y sin preocupaciones, y pudo gozar de una excelente educación gracias a la cual domina cinco idiomas.[4][13]

### Secundario

#### Familia de Lee Shin
- Lee Jun-hyeok como Lee Seok-du, padre de Lee Shin.[14][15]
- Yoon Yoo-sun como Eun Ji-seon, madre y fisioterapeuta de Lee.[16]

#### Familia de Kyung Joo-yeon
- Bae Hae-sun como Jo Yeon-sil, madre de Joo-yeon. Ama de casa a tiempo completo (que trabaja en secreto a tiempo parcial).[17][18]
- Ko Dong-ha como Jeong Seung-hyeon, sobrino de Joo-yeon.[19]

#### Gente del hospital
- Kim Kwang-kyu como el profesor Han Dong-cheol, cirujano y profesor de psiquiatría de Amnesia Surgeon, Brain Research Center.[20]
- Kim Jae-yong como el doctor Yoon Tae-oh, neurocirujano en  el Brain Research Center.[21]
- Jang Yu-bin como Yeo Min-jeong, investigadora del Brain Research Center.[22]
- Jang Eui-soo como Nam Jin, investigador del Brain Research Center.[23]
- Shin Eun-jung como Song Mi-seon, enfermera en el Brain Research Center.[24][25]

#### Personas relacionadas con la agencia
- Lee Dal como Bang Guk-bong, el mejor amigo de Lee. Primero fue entrenador de tenis de escuela primaria y después entrenador de tenis nacional de Lee Shin.[26][27]
- Han Sang-jin como Hong Jun-man, director ejecutivo de Big Feature Sports Agency, que considera a los atletas como dinero.[28]
- Lee Ruby como Cha Shi-on, Hada Nacional del Tenis. Estrella del deporte y chica de secundaria.

#### Otros
- Jeong Yu-hyeon.[29]

### Apariciones especiales
- Yang Dong-geun como un comentarista del partido de tenis en el que participa Lee Goon de niño.[30]
- Qri como Gyeongju-yeon, una médica de salud mental en un centro de investigación del cerebro y el primer amor manipulado de Lee Goon.[31]

## Producción
Borrador de malos recuerdos está escrita por Jeong Eun-young, codirigida por Ji-hoon Yoon y Kim Na-young y coproducida por Studio Ji-dam, Chorokbaem Media, Kim Jong-hak Production. Con esta serie Kim Jae-joong vuelve a la pequeña pantalla tras siete años alejado de ella, pues su anterior aparición (Manhole) data de 2017. También para Jin Se-yeon supone una vuelta después de cuatro años, desde Born Again.
El 2 de julio de 2021 C-JeS Entertainment anunció que su artista Kim Jae-joong había recibido una propuesta para protagonizar la serie. El 12 de agosto, Early Bird Entertainment anunció por su parte que Jin Se-yeon también había recibido una propuesta protagónica para interpretar el personaje de Kyung Joo-yeon y lo estaba considerando positivamente. El 2 de noviembre, según informó la agencia Echo Global Group, Lee Jong-won se unió al reparto con el papel de Lee Shin.
La producción comenzó en 2021 y el rodaje terminó a principios de 2022, pero no encontró acomodo en la programación nacional durante dos años. En cambio, la presencia de Kim Jae-joong facilitó que se vendiera casi inmediatamente en Japón. En general, a raíz de la pandemia de Covid-19 las compañías productoras se apresuraron a planificar nuevas series para aprovechar el crecimiento del mercado de las plataformas en línea, pero cuando estalló la burbuja se fueron acumulando en los almacenes y muchas han tenido después problemas para estrenarse, como es el caso de Borrador de malos recuerdos. Las series nacionales programadas en Corea del Sur descendieron de 141 en 2022 a 123 en 2023, y quedarán en alrededor de 100 en 2024. Por lo que respecta a Bad Memory Eraser, en principio se esperaba su estreno en una plataforma en el primer semestre de 2022, pero después este se fue retrasando hasta el segundo semestre de 2023 y finalmente a agosto de 2024.
El 1 de julio de 2024 se lanzó el primer avance de la serie. El 2 de agosto se presentó la producción en el Stanford Hotel Korea en Mapo-gu, Seúl, con la presencia de los cuatro protagonistas.

## Audiencia
| Temporada | Temporada | Episodio número | Episodio número | Episodio número | Episodio número | Episodio número | Episodio número | Episodio número | Episodio número | Episodio número | Episodio número | Episodio número | Episodio número | Episodio número | Episodio número | Episodio número | Episodio número | Promedio |
| Temporada | Temporada | 1               | 2               | 3               | 4               | 5               | 6               | 7               | 8               | 9               | 10              | 11              | 12              | 13              | 14              | 15              | 16              | Promedio |
| --------- | --------- | --------------- | --------------- | --------------- | --------------- | --------------- | --------------- | --------------- | --------------- | --------------- | --------------- | --------------- | --------------- | --------------- | --------------- | --------------- | --------------- | -------- |
|           | 1         | —               | —               | —               | 386             | —               | —               | —               | —               | —               | —               | —               | —               | —               | —               | —               | —               | N/A      |

| Episodio | Fecha de emisión         | Índices de audiencia (Nielsen Korea) |
| --- | ------------------------ | ------------------------------------ |
| 1 | 2 de agosto de 2024      | 1,047 % (25.ª)                       |
| 2 | 3 de agosto de 2024      | 0,938 % (25.ª )                      |
| 3 | 9 de agosto de 2024      | 1,669 % (19.ª)                       |
| 4 | 10 de agosto de 2024     | 1,543 % (10.ª)                       |
| 5 | 16 de agosto de 2024     | 0,526 % (43.ª)                       |
| 6 | 17 de agosto de 2024     | 0,732 % (35.ª)                       |
| 7 | 23 de agosto de 2024     | 0,418 % (48.ª)                       |
| 8 | 24 de agosto de 2024     | 0,409 % (47.ª)                       |
| 9 | 30 de agosto de 2024     | 0,272 % (62.ª)                       |
| 10 | 31 de agosto de 2024     | 0,307 % (53.ª)                       |
| 11 | 6 de septiembre de 2024  | 0.408 % (48.ª)                       |
| 12 | 7 de septiembre de 2024  | 0,293 % (56.ª)                       |
| 13 | 13 de septiembre de 2024 | 0,364 % (51.ª)                       |
| 14 | 14 de septiembre de 2024 | 0,478 % (35.ª)                       |
| 15 | 20 de septiembre de 2024 | 0,384 % (50.ª)                       |
| 16 | 21 de septiembre de 2024 | 0,463 % (43.ª)                       |
| Promedio | Promedio                 | 0,641 %                              |
| - En la tabla superior, los números azules representan las calificaciones más bajas y los números rojos representan las más altas. - ‘ND’ señala que no fue publicado el dato correspondiente. - Esta serie se transmite en un canal de cable/televisión de pago, que normalmente tiene una audiencia menor respecto a las emisoras de televisión públicas/gratuitas (KBS, SBS, MBC y EBS). |                          |                                      |